# Bulldogs de la Géorgie
Pour les articles homonymes, voir Bulldogs.
Les Bulldogs de la Géorgie (en anglais : Georgia Bulldogs) sont un club omnisports universitaire américain qui se référent aux 19 équipes sportives féminines et masculines représentant l'Université de Géorgie lesquelles participent aux compétitions universitaires organisées par la National Collegiate Athletic Association au sein de sa Division I.
Depuis 1932, Georgia fait partie de la Southeastern Conference dont elle est membre fondateur. Son équipe de football américain évolue en NCAA Division I Football Bowl Subdivision.
Avant de rejoindre la SEC, les équipes faisaient partie de la Southern Intercollegiate Athletic Association (en) ou SIAA (1895–1921) et de la Southern Conference (1921–1932).

## Sports représentés
| Hommes (8)                                  | Femmes (11)       |
| ------------------------------------------- | ----------------- |
| Athlétisme†                                 | Athlétisme†       |
| Basketball                                  | Basketball        |
| Cross country                               | Cross country     |
| Golf                                        | Golf              |
| Natation/Plongeon                           | Natation/Plongeon |
| Tennis                                      | Tennis            |
| Football américain                          | Football (soccer) |
| Baseball                                    | Softball          |
|                                             | Sports équestres  |
|                                             | Gymnastique       |
|                                             | Volleyball        |
| † – Athlétisme en salle et/ou en plein air. |                   |

## Origines du surnom
La première fois qu'il est fait usage du surnom de « Bulldog » date du 28 novembre 1901 à l'occasion du match de football américain disputé à Atlanta contre les Tigers d'Auburn. Les fans de Georgia portaient un badge avec la mention « Mangez-les Georgia (Eat'm Georgia) » avec la photo d'un bulldog déchirant un morceau de tissu. Cependant, ce n'est qu'en 1920 que le surnom de « Bulldog » a été utilisé pour dénommer les équipes sportives de l'Université de Géorgie. Traditionnellement, le choix d'un Bulldog comme mascotte de l'université est attribué à Abraham Baldwin, premier président et fondateur de l'université de la Géorgie, ancien diplômé de l'université Yale. Avant cette époque, les équipes de Géorgie étaient généralement connues sous le surnom de « Rouge et Noir ».

Le 3 novembre 1920, Morgan Blake (en) journaliste à l'Atlanta Journal écrit un article sur les surnoms utilisés dans les universités. Il propose à cette occasion : 
« The Georgia Bulldogs would sound good because there is a certain dignity about a bulldog, as well as ferocity. »
— Morgan Blake, 

« Les « Georgia Bulldogs », ca sonneraient bien parce qu'il y a une certaine dignité chez un bulldog, ainsi que de la férocité. »
— 
Le 6 novembre 1920, après le nul (0-0) contre les Cavalers de la Virginie à Charlottesville, le journaliste sportif Cliff Wheatley de l'Atlanta Constitution utilise à cinq reprises le surnom « Bulldogs » dans son article. Depuis lors, ce surnom a toujours été utilisé pour décrire les équipes sportives de Georgia.

## Couleurs
Les couleurs originelles de Georgia incluaient le vieil or (« Old Gold »). La rivalité avec l'université de Georgia Tech était assez intense et une escarmouche à propos de cette couleurs a éclaté vers 1891, le vieil or étant également une des couleurs des Yellow Jackets. Les étudiants et anciens élèves de Georgia ont déclaré que le jaune était une couleur impropre aux Bulldogs de la Géorgie, la considérant comme une couleur de lâches. Après le match de football américain de 1893 contre Georgia Tech, le président de l'Université de Géorgie, Charles Herty, décide de supprimer officiellement le vieil or. C'est ainsi que le rouge crimson"" (également appelé « Good Old Georgia Red ») et le noir deviennent ainsi les couleurs officielles des Bulldogs.
La décision d'inclure le rouge crimson est également considérée comme un hommage à l'État de Géorgie et un rappel du statut phare de l'université. La kaolinite, communément appelée « argile rouge de Géorgie », se trouve couramment dans tout l'État. Cette couleur rouge caractéristique des sols de Géorgie est principalement due aux oxydes de fer.

## Traditions

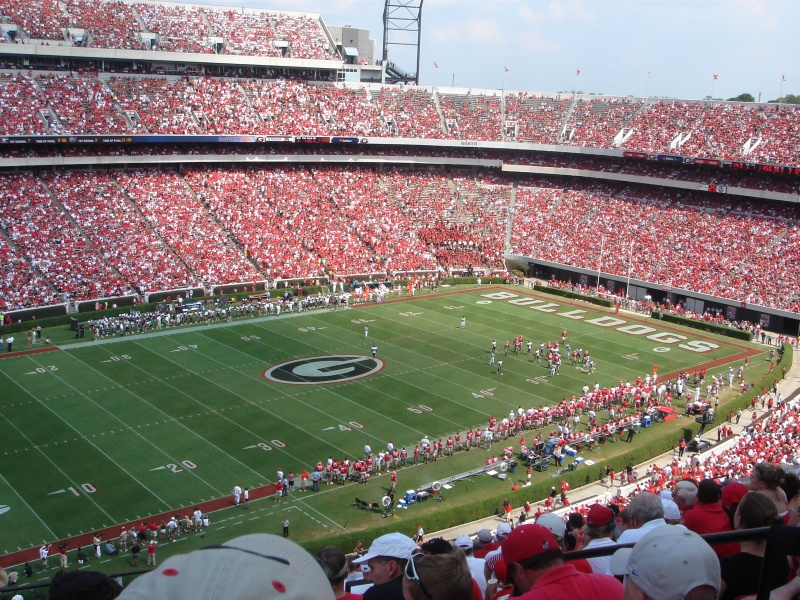
Le stade Sanford.

### Uga
« Uga » (prononcez « You-gue ») est le nom de la lignée des bulldogs blancs ayant servi comme mascotte de l'université de Géorgie depuis 1955.
La mascotte actuelle , Uga XI né « Boom », a pris officiellement le rôle de mascotte le 15 avril 2023, quelques mois avant le décès de Uga X (né «Que», mascotte de l'université de 2015 à la fin de saison 2022 et décédé le 23 Janvier 2024). Georgia est la seule université qui enterre ses anciennes mascottes dans son stade, celles-ci reposant dans un mausolée situé près de l'entrée principale du stade Sanford.

### Glory, Glory

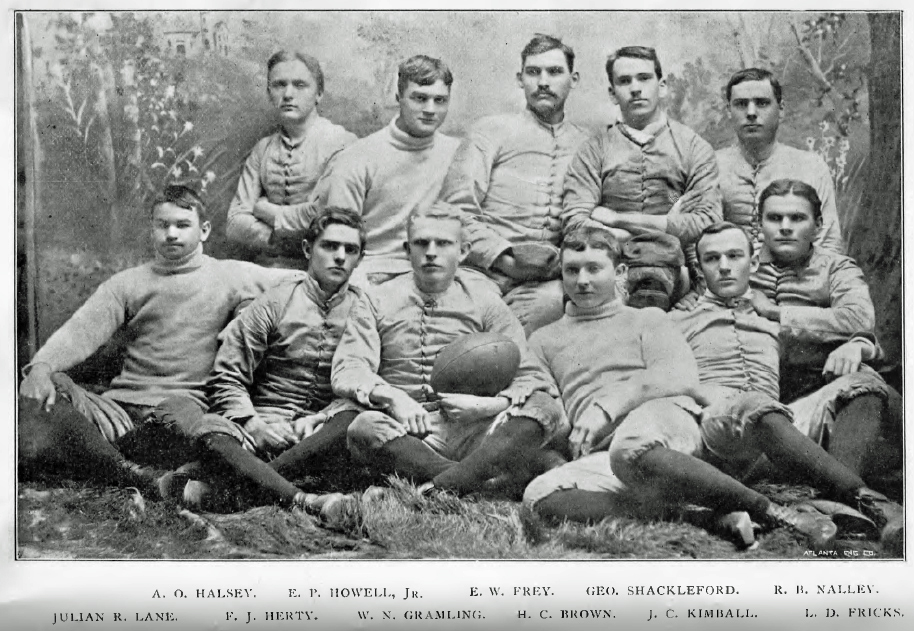
La première équipe de football américain de Georgia en 1892.

« Glory, Glory » est l'hymne de ralliement des Bulldogs de la Géorgie. Il est chanté par les fans lors des matchs de football américain depuis le début des années 1890.
En 1915, le chant est arrangé dans sa forme actuelle par Hugh Hodgson, professeur de l'université. Même si « Glory, Glory » est le chant le plus souvent joué lors des matchs, l'hymne officiel de l'université est « Hail To Georgia » lequel est joué après chaque field goal inscrit par Georgia.

### L'hymne de guerre de la Nation Bulldog
« The Battle Hymn of the Bulldog Nation » est une version plus lente du « The Battle Hymn of the Republic » arrangé en 1987. Cet hymne sacré est joué par la fanfare « Redcoat Band » avant et après le match. Un trompettiste solo placé dans le virage sud-ouest du Sanford Stadium en joue les premières notes avant d'être rejoint par le reste de la fanfare. Un montage vidéo reprenant les nombreux grands moments de l'histoire de l'équipe commentés par Larry Munson (radio commentateur historique de Georgia), est diffusé simultanément sur l'écran géant du stade. Il est de coutume que les fans se lèvent, se découvrent et pointent un bras vers le trompettiste solo lorsqu'il entame les premières notes de l'hymne. Cette tradition, créée pour le début de la saison 2000, est considérée comme le point d'orgue du programme d'avant-match de la « Redcoat Band ».

### How 'bout them Dawgs
« How 'bout them Dawgs » est un slogan récent apparu pour la première fois à la fin des années 1970. Il est devenu le cri de guerre des fans de Georgia. Il a obtenu une reconnaissance nationale lorsque Georgia a remporté le titre national de football américain en 1980.

## Football américain

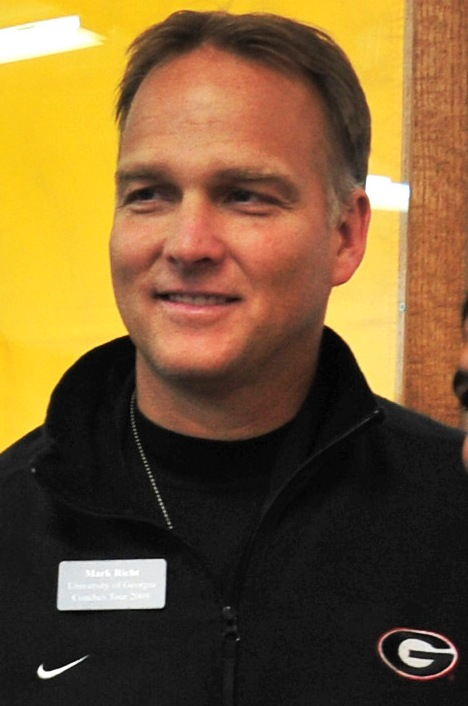
L'ancien entraîneur principal des Bulldogs de 2001 à 2015, Mark Richt.

L'équipe sportive la plus réputée des Bulldogs est celle de football américain. Elle a remporté quatre titres nationaux reconnus par la NCAA (saisons 1942, 1980, 2021 et 2022). Certains organismes ont également classé l'équipe comme numéro un à l'issue des saisons 1927, 1946 et 1968 (Voir Championnat NCAA de football américain).
En 1980, ils remporte le titre de champion national grâce à une saison parfaite (12 victoires-0 défaite) après avoir été remporté le titre de champion de la SEC. L'équipe, qui était entraînée par Vince Dooley (en), était emmenée par le quarterback Benjamin Franklin "Buck" Belue (en) et le running back Herschel Walker.
Après avoir remporté le titre 33 à 18 contre Alabama en 2021, les Bulldogs remportent la finale 2022 jouée contre TCU sur le score de 65 à 7 et terminent la saison invaincus (15-0). Georgia devient la première équipe à remporter le titre deux saisons de suite depuis l'instauration du College Football Playoff. Le score final du match est le plus déséquilibrée jamais enregistré pour une finale du College Football Playoff et il présente la plus grande marge de victoire jamais enregistrée de toute l'histoire de la NCAA Div I FBS pour un titre national et pour un bowl universitaire. Quant au quarterback des Bulldogs, Stetson Bennett IV (en), il égale le record du nombre de touchdowns inscrits dans lequel un quarterback est impliqué (passe + course) lors d'une finale nationale (BCS ou CFP), ce record ayant été établi par le quarterback de LSU, Joe Burrow, lors du College Football Championship Game 2020.
C'est le Sanford Stadium, inauguré le 12 octobre ayant une capacité de 92 746 places, qui accueille les matchs des Bulldogs de la Géorgie. L'équipe a pour mascotte un chien de race bulldog dénommé Uga (actuellement Uga IX). Cette mascotte portait auparavant le surnom de Russ.
Depuis 1892, Georgia a gagné officiellement 868 matchs pour 428 défaites et 54 nuls (moyenne de 66,3 %)
Georgia a remporté quatre titres reconnus reconnus par la NCAA,,.
Georgia a également été reconnu champion national lors d'autres saisons mais pas de façon unanime et par peu d'organisme de classement reconnu en 1920, 1927, 1946 et 1968.
Georgia a remporté 16 titres de champion de conférence dont cinq titres sont partagés. Les 14 titres remportés en Southeastern Conference classe l'équipe en seconde position dans l'histoire de la SEC et derrière Alabama.
Georgia a remporté 12 titres de champion de l'Eastern Division de la SEC. Ils ont disputé 10 finales de conférence SEC, la dernière ayant été disputée en 2022 (bilan de 4–6). Bien que co-champions de l'Eastern Division en 1992 et 2007, Georgia n'a pu accéder à la finale de conférence à la suite de critères de départage.
Les Bulldogs ont disputé 61 bowls (2° équipe au nombre de bowls joués derrière Alabama) avec un bilan de 37 victoires pour 21 défaites et 3 nuls. Leurs 37 victoires les classent dixième des équipes universitaires. Ils ont disputé 18 bowls différents dont cinq des six bowls joués le jour de l'an (2 Rose, 3 Orange, 3 Cotton, 6 Peach et 11 Sugar Bowls) et ils comptent trois apparitions en finale du College Football Championship Game (défaites en 2018 et victoires en 2021 et 2022).

## Gymnastique

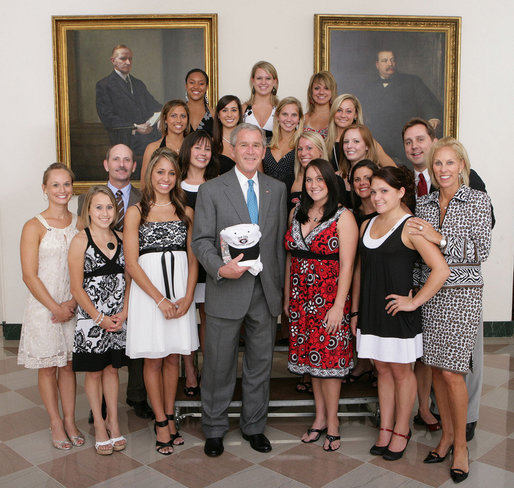
L'équipe des Gymdogs 2008 avec les championnes NCAA en individuel Courtney McCool et, honorée à la Maison Blanche par le président des États-Unis, George W. Bush, en juin 2008 après leur titre national.

Le programme de gymnastique féminin de Georgia surnommé les Gymdogs a débuté en 1973. Melinda Airhart en était son entraîneur principal. L'équipe était alors membre de l' Association for Intercollegiate Athletics for Women (en) (AIAW). Après la saison 1979–80 et la dissolution de l'AIAW, l'équipe rejoint la NCAA,.
Le 1er juillet 2009, Suzanne Yoculan se retire après 26 ans à la tête de l'équipe et elle est remplacée par son assistante, Clark,,. En 2012, Clark est remplacée par Durante.
L'équipe de gymnastique est forte de dix titres nationaux depuis 1986 : 1987, 1989, 1993, 1998, 1999, 2005, 2006, 2007, 2008 et 2009,. Les Gymdogs détiennent en ce moment le record du plus grand nombre de titres nationaux en gymnastique universitaire, devançant l'équipe de l'université de l'Utah qui en possède neuf.
En 2012, le programme avait également conquis seize titres de la conférence SEC soit en 1986, '87, '91, '92, '93, '94, '96, '97, '98, '99, 2001, '02, '04, '05, '06, et 2008, ainsi que vingt deux titres régionaux NCAA,,

## Baseball
L'équipe de baseball, créée en 1886, joue ses matchs à domicile dans le stade Foley Field (en) pouvant accueillir 3 291 spectateurs.
Elle a connu la plupart de ses succès au cours des dernières années dont le titre national des College World Series en 1990. Ils ont également au tournoi national final à Omaha en 1987, 1990, 2001, 2004, 2006 et 2008. Les Diamond Dawgs, comme on les dénomme, sont entraînés par Scott Stricklin (en).
L'équipe a également remporté le tournoi final de la conférence SEC en 1933, 1954, 1955, 2001 et 2004 et le titre de champion de la saison régulière de la conférence SEC en 1933, 1953, 1954, 2004 et 2008.
Le programme a été créé en 1886 et selon Dan Magill (en), ancien directeur des sports de l'université, il était un des sports les plus populaires sur le campus. Cependant, depuis le milieu des années 1950 jusqu'à la fin des années 1980 et pendant la plupart des années 1990, l'équipe n'a eu que très peu de succès.
Depuis 2001, le programme a connu une résurgence, remportant trois championnats de la conférence SEC et participant à quatre reprises (sur sept saisons) aux College World Series.
La rivalité contre Georgia Tech est l'une des plus féroces du Sud. Entre 2003 et 2016, le troisième match qui les opposait était dénommé le Spring Baseball Classic. Il se jouait au Turner Field et y drainait certaines de plus grosses assistances du baseball universitaire. Le match de 2004 s'ést disputé devant 28 836 spectators, la seconde plus forte assistance au niveau du baseball universitaire.

## Tennis
Le programme de tennis de Georgia a remporté six titres nationaux masculins NCAA soit en 1985, 1987, 1999, 2001, 2007 et 2008. L'équipe féminine a gagné deux titres nationaux soit en 1994 et 2000.
Le tennis en salle non organisé par la NCAA permet également aux Bulldogs d'être sacrés en 2006 et 2007 pour l'équipe masculine et en 1994, 1995, 2002 et 2019 pour l'équipe féminine.

## Titres nationaux
Georgia a remporté 48 titres nationaux dont 31 dans la NCAA Division I :
- Équipes masculines (10)
  - Baseball (1) : 1990
  - Football américain (4) : 1942, 1980, 2021, 2022
  - Golf (2) : 1999, 2005
  - Tennis (6) : 1985, 1987, 1999, 2001, 2007, 2008
  - Athlétisme de plein air (1) : 2018
- Équipes féminines (21) :
  - Golf (1) : 2001
  - Gymnastique (10) : 1987, 1989, 1993, 1998, 1999, 2005, 2006, 2007, 2008, 2009
  - Natation (7) : 1999, 2000, 2001, 2005, 2013, 2014, 2016
  - Tennis (2): 1994, 2000
  - Athlétisme en salle (1) : 2018

La liste suivante reprend les 16 titres nationaux dans divers sports non répertoriés en NCAA :
- Équipes masculines (6) :
  - Football américain (4) : 1942, 1980, 2021, 2022
  - Tennis en salle (2): 2006, 2007
- Équipes féminines (11) :
  - Tennis en salle (4) : 1994, 1995, 2002, 2019
  - Équitation (7) : 2003, 2004, 2008, 2009, 2010, 2014, 2021